# 43924 Martoni
43924 Martoni este un asteroid din centura principală de asteroizi.

## Descriere
43924 Martoni este un asteroid din centura principală de asteroizi. A fost descoperit pe 22 februarie 1996 la Stroncone de Antonio Vagnozzi. Asteroidul prezintă o orbită caracterizată de o semiaxă mare de 2,76 ua, o excentricitate de 0,03 și o înclinație de 4,4° în raport cu ecliptica.